# Gustav Stutzer

Gustav Stutzer (1913), Zürich

Gustav Stutzer (* 30. Januar 1839 in Seesen am Harz; † 18. März 1921 in Heidelberg) war ein evangelischer Theologe und Autor.
Unter anderem war er als Pfarrer in Erkerode und Lucklum im damaligen Herzogtum Braunschweig tätig. Dort gründete er im Jahr 1868 mit dem Arzt Oswald Berkhan und der Sozialreformerin Luise Löbbecke die Idioten-Anstalt zu Erkerode (die spätere Evangelische Stiftung Neuerkerode) als Zuflucht für kranke und behinderte Menschen. Er war verheiratet mit der Schriftstellerin Therese Stutzer, mit der er sechs Töchter hatte.
Später schrieb er mehrere Bücher, in denen er sich unter anderem intensiv mit den Erfahrungen seines Lebens auseinandersetzte. Alle Schriften geben einen guten Einblick in das Leben im 19. Jahrhundert.

## Veröffentlichungen
- In Deutschland und Brasilien, Lebenserinnerungen, Braunschweig: Hellmuth Wollermann Verlagsbuchhandlung, 1913, 17. Auflage 1927
- Geheimnisse des Seelenlebens, Braunschweig: Wenzel & Sohn, 1915, 15. Auflage 1925
- Geheimnisse des Traumes, Braunschweig: Wenzel & Sohn, 1917, 11. Aufl. 1924
- Meine Therese. Aus dem bewegten Leben einer deutschen Frau, Braunschweig: Wenzel & Sohn, 1917, 27. Auflage 1927
- Reiseerinnerungen eines alten Mannes, Braunschweig: Wenzel & Sohn, 1918, 7. Auflage 1922
- Die anglikanische Staatskirche und ihre Bedeutung für Englands Weltmacht, Braunschweig: Wenzel & Sohn, 1918, 2. Auflage 1919
- Die leise Hand, Braunschweig: Wenzel & Sohn, 1919, 6. Auflage 1920
- Der deutsche Ansiedler in Süd-Brasilien, Braunschweig: Wenzel & Sohn, 1. bis 4. Auflage 1920